# سند چشم‌انداز
سند چشم‌انداز یا مستند دورنما (انگلیسی: Vision document) سندی است که ایدهٔ ایجاد، ارزش‌ها یا وضعیت آیندهٔ یک ارگان، محصول یا خدمت مشخص رابیان می‌کند. همچنین این سند دیدگاه ذی نفعان از محصول یا سرویس را تعریف و ویژگی‌ها و نیازهای کلیدی ذی نفعان را برای گسترش آن مشخص می‌کند. این سند با دربر گرفتن کلیه الزامات اصلی پیش‌بینی شده، مبنای قرار دادی برای الزامات فنی جزئی تر را فراهم می‌کند.

سند چشم‌انداز، خلاصه تر و عمومی تر از مستند نیازمندی‌های محصول یا مستند
نیازمندی‌های بازاریابی می‌باشد. این دو سند به ترتیب طرح کلی برنامه‌ریزی برای محصول خاص و برنامه‌ریزی مربوط به بازاریابی را مشخص می‌کنند.
سند چشم‌انداز، برای یک کشور در حال توسعه نه به عنوان یک بیانیهٔ سیاسی بلکه به عنوان یک ابزار برای برنامه‌ریزی توسعه به کاربرده می‌باشد. طبق یک مطالعه، نیاز به مجموعه‌ای از معیار هاست که در بلند مدت با یک زمان‌بندی مناسب کمک می‌کند.

## هدف
سند چشم‌انداز، سطح بالایی را فراهم می‌کند که گاهی به صورت قراردادی مبنایی برای نیازمندی‌های فنی جزئی تر است. این " ماهیت " راه حل پیشنهادی را در قالب نیازمندی‌های با سطح بالا نگه می‌دارد و قیدها را طراحی می‌کند که به خواننده یک دید کلی از سیستمی که باید توسعه داده شود از چشم‌انداز نیازمندی‌های رفتاری می‌دهد. این برای فرایند تصویب، ورودی فراهم می‌کند؛ بنابراین وابستگی نزدیکی به مورد تجاری دارد. این برای پروژه اساس " چرا و چه چیزی " را به هم ارتباط می‌دهد و سنجشی است که همه تصمیمات آینده باید مورد تأیید قرار بگیرند.
نام دیگری که برای این موارد استفاده می‌شود، مستند نیازمندی‌های محصول است.
یک مستند دورنما به‌طور کلی شامل:
1. مقدمه
2. نیازهای تجاری
3. دید کلی از محصول / راه حل
4. مشخصه‌های اساسی (اختیاری)
5. قلمرو و محدودیت‌ها
6. نیازهای دیگر

## زمان‌بندی
دور نما دراوایل مرحله ابتدایی شکل می‌گیرد. این باید به‌طور پیوسته در اوایل چرخه حیات تکامل یابد و در طول مرحلهٔ ساخت با تغییرات آرامی همراه است. این در رابطه با مورد تجاری تکامل پیدا می‌کند و این به منظور بازبینی است زیرا درک نیازها، معماری، برنامه‌ها و تکنولوژی تکامل یافته‌است. دورنما به مدل‌سازی use caseها کمک می‌کند و به عنوان یک موضوع شکل گرفته در پروژه به روز شده و نگه داری می‌شود.

برای پروژه‌های چابک، دورنمای محصول می‌تواند در بخش user story توسعه داده شود.